# Miguel Ángel González Vega
Miguel Ángel González Vega, né le 6 février 1955, est un homme politique espagnol membre du Parti socialiste ouvrier espagnol (PSOE).

## Biographie

### Vie privée
Il est célibataire.

### Activités politiques
Il est maire de Val de San Vicente de 1987 à 2012.
Le 20 novembre 2011, il est élu sénateur pour Cantabrie au Sénat et réélu en 2015 et 2016.